# Compilador Clip
El compilador Clip es un compilador de Clipper multi-plataforma (para Linux y Windows (Cygwin)) con varias prestaciones adicionales y librerías (para gtk, glade, FiveWin, netto, MySQL, ODBC, cti, tcp, gzip, InterBase/Firebird, Oracle, PostgreSQL), que es bastante rápido, tiene Replaceable Database Drivers (RDD) con soporte para Hyper-Six y FoxPro y puede compilar el código fuente de programas Clipper con cambios menores.
Tiene el soporte para todas las características del compilador original, puede acceder a múltiples tipos de bases de datos como Oracle, Informix, InterBase/Firebird, MySQL, PostgreSQL, todos los dialectos xBase (tablas: FoxPro, Visual FoxPro, COMIX, índices: NDX,NTX,CDX,)
Soporta programación orientada a objetos, preprocesador, librerías estáticas y dinámcas, varias funciones matemáticas, de manejo de cadenas, arrays o vectores.
Clip se licencia bajo la Licencia Pública GNU v.2.0, y utiliza el compilador GCC.